# 加利福尼亞州憲法
加利福尼亞州憲法（英語：Constitution of the State of California），簡稱加州憲法，是加利福尼亞州的憲法，制定了加利福尼亞州政府的職責、權力、結構及職能。加利福尼亞州原憲法是由美國先驅開拓者、歐裔定居者與加利福尼亞州人（加利福尼亞州的加州西班牙裔與拉美裔人）以英語及西班牙語所起草，並在1849年由加利福尼亞州憲法公約所採編，繼美國征服加州與美墨戰爭之後、加州於1850年進一步加入美國聯盟。依據1878年至1979年的薩克拉門托公約，加州憲法於1879年5月7日被批准與修訂。
加州憲法是世界上最長的法律彙編之一，部分原因是在美國進步時代限制了民選官員的權力並提出可以積極修改州憲法的糾正手段，促成了加利福尼亞州選票主張的選民倡議日益增加，且其州長、立法機構或公眾的請願書都可以提出對該州憲法的倡議，使得加州憲法成為世界上最靈活的法律制度之一，亦是世界上最長的憲法之一。

## 外部連結
- Official current text of the California Constitution（页面存档备份，存于）
- Records of the Constitutional Convention of 1849, California State Archives
- 1849 California Constitution, （页面存档备份，存于）, California State Archives
- 1849 California Constitution (Spanish:Constitución del Estado de California), full original Spanish text（页面存档备份，存于）, California State Archives
- 1879 California Constitution, original unamended full text（页面存档备份，存于）, California State Archives
- 1878–1879 Constitutional Convention Working Papers, California State Archives